# Concert per a piano núm. 1 (Wiklund)
El Concert per a piano en mi menor, op. 10, d'Adolf Wiklund, fou estrenat el 1907.

## Origen i context
Malgrat ser una figura destacada a Suècia, Adolf Wiklund continua sent força desconegut fora del seu país. En l'àmbit local, va guanyar renom principalment com a director d’orquestra tant a l’Òpera Reial d’Estocolm com a la Konsertföreningen, l’actual Orquestra Filharmònica d’Estocolm. Aquesta intensa activitat com a director va limitar la seva dedicació a la composició en els darrers anys de la seva vida. Es va formar amb mestres com Richard Andersson, deixeble de Clara Schumann, i Johan Lindegren, una figura clau en la formació de múltiples generacions de compositors suecs. Entre tots, qui més va marcar el seu desenvolupament artístic va ser Wilhelm Stenhammar, amb qui va mantenir una relació de confiança i intercanvi creatiu constant.

## Representacions
Les obres més valorades de Wiklund són els dos concerts per a piano, que van gaudir d’una notable popularitat fins als anys 1960, moment en què van començar a ser vistes com a antiquades. L’any 1941, el prestigiós pianista Wilhelm Backhaus va interpretar el segon concert. Ambdós concerts han estat enregistrats en diferents moments al llarg del temps.

## Anàlisi musical
El primer concert de Wiklund comença amb el piano prenent la iniciativa. La seva escriptura per a piano destaca per la riquesa i el virtuosisme, mentre que l’orquestració és enèrgica i viva. Tot i el pes de la tradició romàntica —amb ecos de Brahms—, la música de Wiklund mostra una veu pròpia. El moviment lent combina la sensibilitat nòrdica amb colors que recorden l’impressionisme, influenciat pel seu entusiasme pel Pelléas et Mélisande de Debussy. El final ofereix una dansa animada, interrompuda per un moment de reflexió, abans de culminar amb una coda brillant i festiva.